# Xaniona validinervis
Xaniona validinervis är en insektsart som först beskrevs av Franz Xaver Fieber 1884.  Xaniona validinervis ingår i släktet Xaniona och familjen dvärgstritar.
Artens utbredningsområde är Frankrike. Inga underarter finns listade i Catalogue of Life.